# João Soares Louro
João Soares Louro (Faro, 12 de fevereiro de 1933 – Lisboa, 26 de março de 2007) foi um administrador de empresas, antigo presidente da RTP.

## Carreira
Soares Louro era algarvio de nascimento, mas foi em Lisboa que se criou (desde logo estudou na Casa Pia de Lisboa) e que veio a desenvolver toda a sua carreira, destacando-se a sua liderança na RTP, num momento de viragem da televisão pública portuguesa.
Aos 17 anos voluntariou-se para a Força Aérea, mas um acidente levou-o a procurar uma profissão fora da aviação. Foi assim que se candidatou à então Radiotelevisão Portuguesa, logo após a sua fundação, em 1957, onde foi admitido com a categoria de terceiro escriturário. A seguir passou pelos serviços técnicos, onde se encontrava por altura do 25 de abril de 1974.
Aderindo ao Partido Socialista, após o 25 de abril de 1974, seria seu dirigente nacional durante vários anos. Eleito deputado à Assembleia da República nas legislativas de 1976, pelo círculo de Lisboa, foi chamado a integrar o I Governo Constitucional, chefiado por Mário Soares, onde Soares Louro foi Subsecretário de Estado para a Comunicação Social, até 1977. Ao sair assumiu o mandato de deputado até ao fim da legislatura, em 1978.
A seguir, Soares Louro foi Presidente do Conselho de Administração da Radiotelevisão Portuguesa (RTP) entre 1978 e 1980. Durante esse período promoveu uma profunda transformação da estação televisiva estatal que passou pelo seu redimensionamento, reequipamento e equilíbrio financeiro, numa altura em que se passou da transmissão a preto e branco para as emissões a cores.
Foi responsável pela criação do Centro de Formação da RTP, que investiu e levou para a RTP nomes de então jovens jornalistas que se tornariam nomes grandes do jornalismo em Portugal como Miguel Sousa Tavares, Margarida Marante, António Mega Ferreira e Maria Elisa Domingues.
Durante o seu mandato foram ainda criadas a Radiotelevisão Comercial (RTC), de que viria a ser administrador, e o Grupo Editorial da Empresa TV Guia.
No início da década de 1990 presidiu também aos destinos da Radiodifusão Portuguesa, quando decorreu a privatização da Rádio Comercial.
Ocupava ainda o cargo de Provedor da Qualidade do Parque das Nações desde 1999. A 9 de julho de 1999, foi agraciado com o grau de Grã-Cruz da Ordem do Mérito.
Desde 2005 integrava o Conselho de Administração da Parque Expo como administrador não executivo, e desde 2006 fazia parte do Conselho de Administração da Atlântico - Pavilhão Multiusos de Lisboa.
Na docência, destacou-se como mestre de conferências na área da comunicação social da Universidade Fernando Pessoa, no Porto, entre 1993 e 1996, e pela sua colaboração com a Universidade Nova de Lisboa no ensino das "Tecnologias dos Meios".

## Morte
Soares Louro faleceu em 26 de março de 2007, aos 74 anos, no Hospital de Santa Maria, em Lisboa, vítima de doença prolongada. Encontrava-se internado naquela unidade de saúde desde há dois meses.